# Ral·li de Ferrol
El Ral·li de Ferrol és una prova de ral·li que s'organitza anualment des de 1970, el qual es disputa entorn de la localitat gallega de Ferrol. És una cita puntuable pel Campionat d'Espanya de Ral·lis d'Asfalt des de 2005, tot i que també ho va ser anteriorment entre 1975 i 1980. També puntua pel Campionat de Galícia de Ral·lis.

## Palmarès
| Any  | Pilot             | Copilot                    | Vehicle                    | Camp. | Ref.  |
| ---- | ----------------- | -------------------------- | -------------------------- | ----- | ----- |
| 1970 | Carlos Arrojo     | Julio Orozco               | Fiat Abarth                |       |       |
| 1971 | Santiago Salido   | "Rekard"                   | Renault Alpine A110-1440   |       |       |
| 1972 | Carlos Arrojo     | Julio Orozco               | SEAT 600-1800              |       |       |
| 1973 | Julio Gargallo    | Ignacio Lewin              | Porsche 911 R              |       |       |
| 1974 | Julio Gargallo    | Ignacio Lewin              | Porsche Carrera RS         |       |       |
| 1975 | Marc Etchebers    | Marie-Christine Etchebers  | Porsche Carrera RS         | CERA  |       |
| 1976 | Marc Etchebers    | Marie-Christine Etchebers  | Porsche Carrera RS         | CERA  |       |
| 1977 | Benigno Fernández | Paco Formoso               | Ford Escort RS 1800 MKII   | CERA  |       |
| 1978 | Pío Alonso        | Leopoldo Varela            | Ford Escort RS             | CERA  |       |
| 1979 | Marc Etchebers    | Marie-Christine Etchebers  | Porsche Carrera RS         | CERA  |       |
| 1980 | Marc Etchebers    | David Valverde             | Porsche 911 SC             | CERA  |       |
| 1981 | Carlos Piñeiro    | Pablo Iglesias             | Fiat 131 Abarth            |       |       |
| 1982 | Carlos Piñeiro    | Carlos Orozco              | Porsche 911 SC             |       |       |
| 1983 | "Peitos"          | Francisco Javier Salgueiro | Renault 5 Turbo            |       |       |
| 1984 | José Mariñas      | Luís Moya                  | Renault 5 Copa Turbo       |       |       |
| 1985 | José Mora         | Luís Moya                  | Renault 5 Turbo            |       |       |
| 1986 | José Mora         | Luís Moya                  | Renault 5 GT Turbo         |       |       |
| 1987 | Germán Castrillón | Estrella Castrillón        | Renault 5 GT Turbo         |       |       |
| 1988 | "Cleherc"         | Juan Brun                  | Renault 5 Turbo            |       |       |
| 1989 | Carlos Piñeiro    | Julio Orozco               | Ford Sierra RS Cosworth    |       |       |
| 1990 | Germán Castrillón | Estrella Castrillón        | Ford Sierra RS Cosworth    |       |       |
| 1991 | Germán Castrillón | Estrella Castrillón        | Ford Sierra RS Cosworth    |       |       |
| 1992 | Germán Castrillón | Estrella Castrillón        | Ford Sierra RS Cosworth    |       |       |
| 1993 | Germán Castrillón | Estrella Castrillón        | Ford Escort RS Cosworth    |       |       |
| 1994 | Miguel Dopico     | Álvaro Louro               | Ford Escort RS Cosworth    |       |       |
| 1995 | Germán Castrillón | Estrella Castrillón        | Ford Escort RS Cosworth    |       |       |
| 1996 | Germán Castrillón | Estrella Castrillón        | Ford Escort RS Cosworth    |       |       |
| 1997 | Javier Paz        | José Ramón Seoane          | Ford Escort RS Cosworth    |       |       |
| 1998 | Manuel Senra      | Faustino Suárez            | Peugeot 306 Maxi           |       |       |
| 1999 | Germán Castrillón | Estrella Castrillón        | Mitsubishi Lancer Evo IV   |       |       |
| 2000 | Manuel Senra      | Faustino Suárez            | Peugeot 306 Maxi           |       |       |
| 2001 | Germán Castrillón | Estrella Castrillón        | Mitsubishi Lancer Evo VI   |       |       |
| 2002 | Manuel Senra      | Faustino Suárez            | Peugeot 306 Maxi           |       |       |
| 2003 | Germán Castrillón | Estrella Castrillón        | Mitsubishi Lancer Evo VI   |       |       |
| 2004 | Pedro Burgo       | Marcos Burgo               | Mitsubishi Lancer Evo VIII |       |       |
| 2005 | Dani Sordo        | Marc Martí                 | Citroën C2 S1600           | CERA  | [ 1 ] |
| 2006 | Pedro Burgo       | Marcos Burgo               | Mitsubishi Lancer Evo IX   | CERA  |       |
| 2007 | Sergio Vallejo    | Diego Vallejo              | Porsche 911 GT3 RS 3.6     | CERA  |       |
| 2008 | Luís Monzón       | José Carlos Déniz          | Peugeot 207 S2000          | CERA  | [ 2 ] |
| 2009 | Alberto Hevia     | Alberto Iglesias           | Škoda Fabia S2000          | CERA  |       |
| 2010 | Alberto Hevia     | Alberto Iglesias           | Škoda Fabia S2000          | CERA  |       |
| 2011 | Sergio Vallejo    | Diego Vallejo              | Porsche 911 GT3 RS 3.6     | CERA  |       |
| 2012 | Alberto Hevia     | Francisco Álvarez          | Škoda Fabia S2000          | CERA  |       |
| 2013 | Luís Monzón       | José Carlos Déniz          | Mini Cooper WRC            | CERA  |       |
| 2014 | Sergio Vallejo    | Diego Vallejo              | Porsche 911 GT3 RS 3.8     | CERA  | [ 3 ] |
| 2015 | Iván Ares         | Álvaro Bañobre             | Porsche 911 GT3 RS 3.8     | CERA  |       |
| 2016 | Víctor Senra      | David Vázquez              | Ford Fiesta R5             | CERA  |       |
| 2017 | Iván Ares         | José Antonio Pintor        | Hyundai i20 R5             | CERA  |       |
| 2018 | Pepe López        | Borja Rozada               | Citroën DS3 R5             | CERA  | [ 4 ] |
| 2019 | Pepe López        | Borja Rozada               | Citroën C3 R5              | CERA  | [ 5 ] |
| 2020 | Pepe López        | Borja Rozada               | Citroën C3 R5              | CERA  | [ 6 ] |
| 2021 | Iván Ares         | David Vázquez              | Hyundai i20 R5             | CERA  | [ 7 ] |
| 2022 | Víctor Senra      | Alejandro López            | Škoda Fabia Rally2 Evo     | CERA  | [ 8 ] |